# Тодор Радулов
Тодор Радулов Тодоров е български партизанин, офицер, генерал-лейтенант от Държавна сигурност.

## Биография
Роден е през 1926 г. във варненското село Таптък. Партизанин в Приморски партизански отряд „Васил Левски“. От 1951 г. е следовател в Държавна сигурност. Между 1965 и 1973 г. е ръководител на Следствения отдел в ДС. След залавянето на избягалите затворници от лагера в Ловеч докладва лично на началника си Димитър Капитанов за показанията им във връзка с условията в лагера. В периода 1973 – 1989 г. е заместник-завеждащ на отдел „Военен“ при ЦК на БКП. През 1992 г. издава мемоари „Гувернантките на властта“.